# Saint John (Grenada)
Saint John ist ein Parish (Verwaltungsgebiet) von Grenada. Es weist eine Fläche von 35 km² und eine Bevölkerung von 8469 Einwohnern (Stand: 2011) auf. Die Hauptstadt ist Gouyave. Fischerei ist die Haupterwerbsquelle.
In Gouyave steht Grenadas größte Muskatnuss-Fabrik. Das Dougladston Estate ist Grenadas älteste Gewürzplantage.
In Saint John lag die Plantage Belvidere von Julien Fédon, 1795 Anführer eines Aufstandes gegen die britischen Kolonialherren.
Tourismus gibt es in diesem Gebiet von Grenada so gut wie keinen. Es gibt nur einige wenige kleine Gästehäuser.